# EBITDA
EBITDA is een Engels acroniem dat gebruikt wordt in de financiële wereld om de operationele kasstroom te benoemen. 

## Definitie
EBITDA staat voor Earnings Before Interest, Taxes, Depreciation and Amortization en is een maatstaf voor de brutowinst van een bedrijf, zonder aftrek van de in de definitie genoemde kosten. De Nederlandse vertaling is inkomsten voor aftrek van rente, belastingen, afschrijvingen op activa en afschrijvingen op leningen en goodwill: dit is dus de letterlijke inhoud van het begrip. Het wordt gebruikt als maatstaf voor de winst die een onderneming haalt met haar operationele activiteiten zonder dat hier kosten en opbrengsten van de financiering in verwerkt zitten.
De afkorting geeft een ietwat misleidende indruk omdat de kosten die mee in het letterwoord zitten net geen deel uitmaken van EBITDA. Veel handiger is om EBITDA te zien als de het tussensaldo ( = een marge) van de verkopen verminderd met directe en indirecte kosten. De kosten die in aanmerking worden genomen zijn hier de operationele kosten die ook aanleiding geven tot een effectieve betaling.

## Vergelijking kengetallen
Het EBITDA-begrip sluit dicht aan bij het concept waarop gemeentebegrotingen in België worden opgesteld zonder rekening te houden met de financieringen (buitengewone begrotingen). De OCMW-begrotingen (NOB = Nieuwe OCMW-Boekhouding) daarentegen verlopen conform de IFRS-normen, maar dan dienen er altijd conversietabellen te worden gemaakt om de overeenstemming met de 'bedrijfskasstroomversie' te staven.